# Millay (Nièvre)
Millay település Franciaországban, Nièvre megyében. Lakosainak száma 439 fő (2022. január 1.). Millay Larochemillay, Avrée, Chiddes, Fléty, Luzy, Saint-Didier-sur-Arroux és Poil községekkel határos.

## Népesség
A település népességének változása:
| Lakosok száma | 451  | 448  | 453  | 446  | 443  | 441  | 440  | 439  | 439  |
|               | 2013 | 2015 | 2016 | 2017 | 2018 | 2019 | 2020 | 2021 | 2022 |